# Khu bảo tồn động vật hoang dã Đầm lầy Agusan
Khu bảo tồn động vật hoang dã Đầm lầy Agusan là một khu vực bảo vệ nằm tại Agusan del Sur, Philippines. Khu vực này nằm giữa lưu vực thoát nước của sông Agusan nên nó giống với một miếng bọt biển. Đây là nơi sinh sống của cá sấu nước mặn Lolong dài tới 20,24 foot (6,17 m), là con cá sấu nuôi nhốt lớn nhất thế giới.
Về mặt hành chính, nó thuộc các đô thị Bunawan, La Paz, Loreto, Rosario, San Francisco, Talacogon, và Veruela của tỉnh Agusan del Sur. Khu vực đầm lầy được công nhận là vùng đất ngập nước có tầm quan trọng quốc tế theo Công ước Ramsar từ năm 1999 và vườn di sản ASEAN từ năm 2019.

## Mô tả
Đầm lầy Agusan là một trong những vùng đất ngập nước có ý nghĩa sinh thái nhất ở Philippines. Nó nằm ở trung tâm của lưu vực con sông Agusan của đảo Mindanao, nó có diện tích gần bằng vùng đô thị Manila. Nó bảo vệ 15% nguồn nước ngọt của Philippines dưới dạng rừng đầm lầy.
Vào mùa mưa, khi nước dâng cao tạo thành những hồ nước lớn, hàng loạt đàn vịt đến đầm lầy Agusan để làm tổ. Vào những tháng mùa khô, hàng ngàn con chim di trú tới từ Nhật Bản, Trung Quốc và Nga đến đây để trú đông. Hơn 200 loài đã được biết là dành ít nhất một khoảng thời gian trong năm tại đây, khiến nó trở thành một trong những điểm trung chuyển quan trọng nhất của các loài chim hoang dã ở châu Á.
Ngay giữa lòng đầm lầy là một hồ nước ngọt với nhiều loài thực vật mặt nước giống như một tấm chăn bông xanh khổng lồ. Trong làn nước đó là vô số các loài cá da trơn, cá chép, rùa mai mềm và cá sấu sinh sống.